# Флотилен адмирал
Флотилен адмирал е най-ниското висше офицерско звание във военноморските сили на България, Белгия, Дания, Финландия, Германия и Швеция. Съответства на званията комодор или контраадмирал във флота на САЩ, Великобритания и др.
Отличителни знаци на флотилните генерали
- Български флотилен адмирал
- Датски flotilleadmiral
- Финландски lippueamiraali
- Шведски flottiljamiral

## България
В Българската армия званието се присвоява с указ на президента на Република България на офицери със звание капитан I ранг, завършили успешно генерал-щабен курс във военна академия. Предложението е на Министерския съвет. Следващото след него по ранг звание е контраадмирал. Пагонът на флотилния адмирал е с една голяма петолъчна звезда. От 2000 г. е въведено званието „бригаден адмирал“, което се използва до 2010 г., когато е преименувано на „комодор“, а от 2017 г. „комодор“ се заменя с „флотилен адмирал“.
Пределната възраст за кадрова военна служба на офицерите със звание „флотилен адмирал“ е 58 г.

## Германия
Flottillenadmiral е OF-6 ранг еквивалентен на бригаден генерал в Бундесвер и Луфтвафе.